# 견룡
견룡(見龍, 780년 ~ 783년)은 남조(南詔) 효항왕(孝恆王) 이모심(異牟尋)의 첫번째 연호이다. 

## 연대 대조표
| 견룡       | 원년       | 2년        | 3년        | 4년        |
| 서기(西紀) | 780년      | 781년      | 782년      | 783년      |
| 간지(干支) | 경신(庚申) | 신유(辛酉) | 임술(壬戌) | 계해(癸亥) |

## 동시대 연호
| 이전 연호 장수(長壽) | 중국의 연호 남조(南詔) | 다음 연호 상원(上元) |